# Lüge als Staatsprinzip
Lüge als Staatsprinzip ist eine politische Streitschrift von Bruno Frank gegen das Naziregime. Der Essay entstand im Juli und Oktober 1939, kurz vor und nach Ausbruch des Zweiten Weltkriegs, in Bruno Franks kalifornischem Exil. Er war als Beitrag für eine von Thomas Mann geplante Broschürenreihe gegen den Nazistaat gedacht. Das Projekt wurde jedoch nicht realisiert. Der Essay wurde 2024 erstmals veröffentlicht.

## Entstehung
Bruno Frank, ein Sohn jüdischer Eltern, hatte sich bis 1933 in Deutschland als Lyriker, Erzähler, Novellist und Schauspielautor einen geachteten Namen gemacht. In der Nacht des Reichstagsbrands 1933 beschlossen er und seine Frau Liesl Frank, Deutschland augenblicklich zu verlassen. Sie hatten zuvor bis zum Überdruss aus nächster Nähe die Gewalttaten der braunen Horden und ihres Anführers Hitler in München erlebt und waren mit der Rassenideologie und den verbrecherischen Absichten der Nazis bestens vertraut. Das Ehepaar hielt sich danach einige Jahre in England, Österreich, Frankreich und der Schweiz auf. Im Oktober 1937 verließen Bruno und Liesl Frank Europa und ließen sich in Beverly Hills nieder, wo Frank zunächst als Drehbuchautor für Hollywood arbeitete.
Am 14. Mai 1939 schrieb Thomas Mann, der ebenfalls im amerikanischen Exil lebte, an seinen Bruder Heinrich Mann: „Im Laufe von etwa 12 Monaten möchte ich etwa 24 Broschüren ins Land gehen lassen, die von Repräsentanten des deutschen Geistes für die Deutschen geschrieben werden sollen. Die Schriften-Reihe soll keineswegs durchwegs politischen Charakter haben, sie soll an die besseren Instinkte unserer Landsleute appellieren, während Hitler nur ihre gefährlichsten wachzurufen weiß. Ein Committee von amerikanischen Freunden (Chairman Dr. Frank Kingdon, Präsident der Universität Newark) wird die Finanzierung des Projektes übernehmen. ... Wir rechnen mit einer Verbreitung von mindestens 5000 Exemplaren pro Broschüre, – wobei jedes Exemplar vielfach gelesen werden wird.“
Zur Teilnahme forderte Mann außer seinem Bruder Heinrich Freunde und Kollegen auf, unter anderem Wilhelm Dieterle, Bruno Frank, Leonhard Frank, Lotte Lehmann, Max Reinhardt, René Schickele, Erwin Schrödinger, Paul Tillich, Fritz von Unruh, Franz Werfel und Stefan Zweig. Das Projekt scheiterte jedoch auf Grund der politischen Entwicklung, als wenige Monate später der Zweite Weltkrieg ausbrach.
Es ist nicht bekannt, ob Thomas Mann seinen geplanten Projektbeitrag geschrieben hat. Bruno Franks Beitrag wurde 2024, also 85 Jahre nach seiner Entstehung, vom Verlag Das kulturelle Gedächtnis erstmals veröffentlicht. Das Schreibmaschinenmanuskript seines Essays befindet sich in der Monacensia, dem Literaturarchiv der Münchner Stadtbibliothek.

## Inhalt
Der Essay umfasst 26 Schreibmaschinenseiten und ist in die vier Kapitel I–IV unterteilt (römische Zahlen in Klammern: Kapitelnummern).

### Übersicht
(I) Bruno Frank weist nach, dass Hitlers Lebensmaxime auf der Lüge beruht und dass er auf diesem Fundament auch seine Partei begründet hat. (II) Die „staatstragende“ Partei der NSDAP überträgt diese Unrechtsprinzipien auf den deutschen Staat und unterdrückt durch eine „Stickatmosphäre“ jede humane Lebensregung im Land. (III) Das deutsche Volk – glaubt Bruno Frank – hat nach der Annexion der Tschechei den wahren Charakter des Regimes erkannt und wendet sich von ihm ab. Das Ausland wird nach seiner Meinung die Deutschen nach ihrer kulturellen Leistung beurteilen, und nicht nach ihrem Regime. (IV) Nach Ausbruch des Zweiten Weltkriegs bleibt nur noch die verzweifelte Hoffnung, dass sich die deutsche Nation selbst „ihrer Schänder“ entledigt.

### Die Lügenpartei
(I) Als in der Nacht zum 28. Februar 1933 der Reichstag in Flammen aufging, beschloss das Ehepaar Frank, Deutschland zu verlassen. Bruno Frank war sonnenklar, „was morgen geschehen würde: Verhaftung der oppositionellen Führer, Verbot der hitlerfeindlichen Presse, Ächtung aller Sozialisten. ... Die ganze vorausgegangene Geschichte der Hitler-Partei und ihres Häuptlings hatte gelehrt, dass es dort – neben viehischer Brutalität – überhaupt kein anderes Mittel des politischen Kampfes gab als Betrug, Fälschung, Wort- und Eidbruch.“
Die Lüge fing an mit dem betrügerischen Parteinamen „Nationalsozialistische Deutsche Arbeiterpartei“, die in Wirklichkeit „anti-sozialistisch“ und „arbeiterfeindlich“ war. Sie war „das Kind ... der Rüstungsindustrie“, der aus ihrem Nachkriegstief nur „eine neue Gefährdung des Weltfriedens“ helfen konnte. Die „Bolschewikengefahr“ wurde ebenso herbeigeredet wie die angeblich drohende ökonomische Verelendung. Ebenso war „der Begriff, auf dem sie dieses Dritte Reich aufzubauen verhießen“, die „arische Rasse“, ein betrügerischer Unsinn, denn das Wort „arisch“ bezeichnet „Menschen, die eine bestimmte Gruppe von Sprachen sprechen“. Hitlers Rassenpropagandist Alfred Rosenberg, ein rassisch betrachtet „besonders bunter Bastard“, war „als Lüge auf zwei Beinen ein unübertreffliches Parteisymbol“.
Der „antisemitische Feldzug, auf den es bei all dem abgesehen war“, baute auf gefälschten Zahlen auf, wie Bruno Frank am Beispiel der eingebürgerten Ostjuden, der jüdischen Beamten und der jüdischen Minister zwischen 1919 und 1933 nachweist. „Und wie sich die Partei ihre Feinde zusammenlog, so log sie sich auch ihre Helden zusammen.“ So wurde Horst Wessel, ein notorischer Zuhälter, der von einem Rivalen ermordet wurde, zu einem Helden und Märtyrer der „Bewegung“ erhoben.
Bruno Frank, der seit 1915 in München und Umgebung wohnte, war „in bevorzugter Lage, um ihren lebendigen Messias selbst zu studieren. Hier wandelte er im Fleisch. Durch Münchens schöne Straßen, die er seither verhunzt hat, kam er daher in seinem feschen Gurtmantel. Hier fiel er mit Vorliebe in Trance, zu Brüllkrämpfen hingerissen von seiner »Mission«, ein verzückter Seher, der im rechten Moment, wenn ihm glücklich der Schaum vor dem Mund stand, unten am Rednerpult auf den Schaltknopf drückte, um die Scheinwerfer auf sich zu dirigieren.“ Bruno Frank räumt auch auf mit dem Märchen des heldenhaften „Meldegängers“ im Ersten Weltkrieg, als den sich Hitler selbst hochstilisierte, und brandmarkt die notorische Feigheit Hitlers, der beim Hitlerputsch 1923 die Flucht ergriff und seine Mitputschisten im Stich ließ.
Franks Fazit: „Schwindel die ganze nationalsozialistische Firma, Schwindel die ganze »Mission«, Schwindel ihre Parolen, Schwindel ihr Heldenpersonal, Schwindel von der Odinslocke bis zum Ehrenkreuz, ihr Oberherr. ... Und genau wie ihre begründende Tat [der Hitlerputsch], so sah dann ihr Staat aus.“

### Der Lügenstaat
(II) „Im sechzehnten Jahrhundert hat der Italiener Machiavelli den Wortbruch als politisches Mittel zu legitimieren versucht.“ Er hielt „unter Umständen eine Unwahrheit für erlaubt und empfehlenswert“, da die Menschen schlecht, töricht und schwach seien und leicht zu beschwindeln. Machiavelli kodifizierte damit, „was seit jeher in der politischen Praxis vorkam“.
Hitler trieb dieses Prinzip auf die Spitze. In „Mein Kampf“ schrieb er: „In der Größe einer Lüge liegt immer ein gewisser Faktor des Geglaubtwerdens, da die breite Masse eines Volkes bei der primitiven Einfalt ihres Gemüts einer großen Lüge leichter zum Opfer fällt, als einer kleinen, da sie selber ja wohl manchmal im Kleinen lügt, jedoch vor zu großen Lügen sich schämen würde. ... Sie wird an die Möglichkeit einer so ungeheuren Frechheit der infamsten Verdrehung auch bei anderen nicht glauben können.“ Diese Stelle in Hitlers Buch „bietet den Schlüssel zum ganzen Trachten und Tun dieses Menschen. Sie ist die Quintessenz aller Einsichten, die er je im Leben gehabt hat. Sie ist sein Beitrag – sein einziger – zur Entwickelung des menschlichen Geistes.“ Während Machiavelli die Lüge fallweise für erlaubt hielt, war für Hitler die Lüge das Grundprinzip seines Handelns.
Als 1936 der Nationalsozialist Wilhelm Gustloff ermordet wurde, erkühnte sich Hitler zu der frechen Lüge: „Ich muß hier feierlich feststellen, auf dem Wege unserer Bewegung liegt nicht ein einziger von uns ermordeter Gegner.“ Bruno Frank zeigt an der endlosen Reihe von Bluttaten seit 1930, dass im Gegensatz zu Hitlers hohlen Worten Mord und Totschlag und die Verherrlichung der Mörder das Lebenselixier seiner Bewegung sind. Er schildert die bedrückende Atmosphäre, die sich seit der Machtergreifung wie „Giftgas“ im Lande ausbreitet. Hitler „scheint seinem Ziele nah – dem, ein ganzes Volk im Abgrund seiner eigenen sittlichen Verkommenheit zu begraben.“
So wie Hitler im eigenen Land durch Lug und Trug wütet, so springt er auch mit fremden Staaten um. Bruno Frank konstatiert: „Der nationalsozialistische Staat schließt Verträge überhaupt nur in der Absicht, sie zu brechen.“ Vertragsbruch folgt auf Vertragsbruch, oft verbunden mit der Annexion wehrloser Nachbarn (Danzig, Österreich, Sudeten, Tschechei). Zwischendurch schwört Hitler ein um das andere Mal und immer wieder heilige Eide, keine territorialen Ansprüche an seine Nachbarn zu haben. Bruno Frank bringt es auf die Formel: „Die Welt hört ihm zu“ und Hitler „sackt ein“. „Die Verschweinung der Welt durch den Burschen schien vollendet. Sie war es nicht.“

### Das Volk
(III) Durch die Besetzung der Tschechei („ein grauenvolles Warnungssignal für die Völker“) fällt Hitlers Lügengebäude in sich zusammen. Nun spätestens erkennt ganz Europa Hitlers wahres Gesicht. Der englische Politiker Alfred Duff-Cooper beschimpft das deutsche „Staatsoberhaupt“ vor dem Unterhaus als den „dreimal eidbrüchigen Verräter“. Bruno Frank ist sich sicher, trotz „aller tiefwurzelnden Neigung zum Kompromiß“ gäbe es nun „nicht einen Staatsmann auf Erden mehr, der anders dächte“.
Bruno Frank behauptet, auch das deutsche Volk habe den Glauben an seinen „Führer“ verloren, trotz der hermetischen Abschottung vom Ausland, trotz „allstündlich hämmernder Propaganda durchs Mikrophon“, trotz der „Berge von schmutzigem Schwindelpapier“ und trotz des allgegenwärtigen Denunziantensystems. Die Schlangen vor den Lebensmittelläden seien ein Menetekel „für Entbehrung und Wirtschaftsverwüstung“, die dem Volk zugemutet werden.
Bruno Frank glaubt, dass nicht die „physische Verelendung“, „nicht einmal die weltpolitische Todesgefahr ... von den Deutschen am tiefsten empfunden wird“. Am unerträglichsten sei die „Stickatmosphäre von gemeiner Verleumdung, Erpressung, giftiger Spitzelei“. Nach der Meinung der Welt dürfe ein Volk nicht nach den „Schlammexistenzen“ beurteilt werden, die das Zepter führen, es werde vielmehr „gewürdigt nach dem Hohen, das es hervorgebracht hat“, nach seinen Dichtern und Denkern, „denen Eines gemeinsam ist: leidenschaftlicher Trieb zur Wahrhaftigkeit“.
Die Niederschrift vom Juli 1939 endet mit dem hoffnungsschwangeren Satz: „Der Tag wird kommen, er ist nahe, an dem das deutsche Volk, befreit von jener Spottgeburt aus Lüge und Rachebrunst, seinen ehrenvollen Platz wieder einnehmen wird im Ring der Nationen.“

### Der Weltbrand
(IV) Die Prophezeiung, mit der Bruno Frank seine Niederschrift vom Juli 1939 abschloss, traf nicht ein. Im Oktober 1939, einen Monat nach Ausbruch des Zweiten Weltkriegs, ergänzt er seine vormalige Analyse, die seither nichts von ihrer Gültigkeit verloren hat. Am 22. August 1939 hatte Hitler die zivilisierte Welt mit einem Kabinettstück seiner Lügenphilosophie verblüfft, denn „plötzlich umarmte [er], was er am Vortage ausgespieen hatte“ und schloss einen Nichtangriffspakt mit der Sowjetunion. All die Jahre über hatte er sich vor den westlichen Nationen als „Soldat gegen den Weltbolschewismus“ aufgespielt, und sie hatten ihn belohnt durch ihre „Widerstandslosigkeit“ gegen seine verbrecherische Außenpolitik.
Bruno Frank glaubt, dass sich der Krieg „ganz allein gegen die Aussauger und Totengräber“ des deutschen Volkes richte und dass die Kriegsgegner nur darauf warten, „da die deutsche Nation sich ihrer Schänder entledigt und so sich und der Welt die letzten fürchterlichsten Opfer erspart“. Und er schließt seine Streitschrift, die nie an ihre Adressaten ausgeliefert wurde, mit den flehentlichen Worten: „Es ist jeder Tag kostbar. Möge der furchtbare nicht kommen, an dem für die Welt das Antlitz des deutschen Volkes mit der ehrlosen Fratze seines Henkers zusammenfließt!“

## Rezeption
Da Bruno Franks Essay bis 2024 nicht veröffentlicht wurde, gab es auch keine Rezensionen. Nur sein Biograph Sascha Kirchner unterzog siebzig Jahre später „seinen großen Essay über Hitler-Deutschland“ einer ausführlicheren Analyse.
Der Essay war auf ein breiteres Publikum gemünzt. Thomas Manns Tochter Erika Mann ermahnte Bruno Frank in einem Brief: „Denkst Du an unser Broschürchen? und denkst Du auch daran, daß unsere analphabetischen Landsleute recht schlicht angesprochen werden sollen? will sagen, ich glaube: je direkter man sie adressiert und je direkter man auf ihr tägliches Leben eingeht bei allem, was man sagt, desto besser wird man sie rühren.“ Bruno Frank nennt in seinem Beitrag die Dinge beim Namen und untermauert seine Thesen durch konkrete Sachverhalte und Ereignisse. Thomas Mann befand Franks Essay „genau das Richtige, würdig und gemeinverständlich“, und seine Tochter meinte: „Es wird gute Wirkung tun.“
Die ersten beiden Kapitel der Streitschrift sind mit Fakten geradezu gespickt. Ob er damit auch andere als die ohnehin schon Überzeugten hätte erreichen können, bleibt dahingestellt. Im dritten Kapitel entwickelt Bruno Frank eine verwegene These über den Gemütszustand des deutschen Volkes, das nach seiner Meinung in seinem Inneren bereits abgeschlossen hatte mit dem Naziregime. Sascha Kirchner urteilt: „Im dritten Teil des Essays, suggerierte Frank – zweifellos mit Blick auf die deutsche Leserschaft –, der Diktator habe sich mit dem Einmarsch in Prag nunmehr nicht bloß vor den Augen der Welt, sondern auch vor dem eigenen Volk diskreditiert. Das war ebenso Wunschdenken wie die Rede vom baldigen Ende des Regimes.“ Vollends kühn ist Bruno Franks Beschwörung des kulturellen Erbes der Deutschen, das vom Ausland als repräsentativ für das deutsche Volk wahrgenommen werde. „Er machte seinen potentiellen Lesern Mut“, meint Sascha Kirchner, ja, er versuchte sich selbst Mut einzuflößen. Was er schrieb, war gut gemeint, aber die Hilflosigkeit des humanen Gentlemans vor dem Ungeheuren schreit aus jeder Zeile.
Sprache und Stil seiner Streitschrift sind sehr ungewöhnlich für die Verhältnisse eines sonst so gemessenen Schriftstellers wie Bruno Frank. Er bewegt sich durchweg auf der Ebene eines Agitators, auch wenn er vielfach sachliche Begründungen anführt. Seine Abrechnung mit den Nazis ist durchsetzt mit verächtlichen Bezeichnungen für ihren Anführer (Mann aus der Gosse, der arbeitsscheue Tramp, der giftige Pennbruder, Häuptling). Unübertrefflich ist seine Charakterisierung von Hitlers Redekünsten: „Hysterischer Komödiant der er ist, hat er von der Natur eine einzige Gabe mitbekommen: sich durch Brüll-, Kreisch- und Heulkrämpfe in Aufregungszustände hinaufzulügen, deren Überspringen auf die Zuhörer er eiskalt kontrolliert.“

## Ausgabe
- Bruno Frank: Lüge als Staatsprinzip, Verlag Das kulturelle Gedächtnis, Berlin 2024, ISBN 978-3-946990-84-0, Hrsg.: Peter Graf und Tobias Roth. Der Band enthält außerdem Bruno Franks Rede Von der Menschenliebe von 1919, seinen Text Gesinnungszensur von 1919 und Tagebucheintragungen und Briefe von Thomas Mann und Erika Mann.